# سام کین
سام کین (به انگلیسی: Sam Keen؛ ۲۵ ژوئن ۱۹۳۱ – ۲۳ مارس ۲۰۲۵) فیلسوف و نویسنده اهل ایالات متحده آمریکا بود. او بیشتر به خاطر کاوش در موضوعات مربوط به عشق، زندگی، شگفتی، دین و مرد بودن در جامعهٔ معاصر شناخته شد.
او در مستند پرواز از مرگ محصول سال ۲۰۰۳، حضور دارد.

کین در ۲۳ مارس ۲۰۲۵، در سن ۹۳ سالگی درگذشت.